# Bučje (Bor)
Pour les articles homonymes, voir Bučje.
Bučje (en serbe cyrillique : Бучје) est un village de Serbie situé dans la municipalité de Bor, district de Bor. Au recensement de 2011, il comptait 570 habitants.

## Démographie
| 1948 | 1953  | 1961  | 1971  | 1981 | 1991 | 2002 | 2011 |
| ---- | ----- | ----- | ----- | ---- | ---- | ---- | ---- |
| 967  | 1 012 | 1 059 | 1 036 | 970  | 789  | 666  | 570  |

|  |